# Торубаевы
Торубаевы — дворянский род.
Предки коммерции советника Василия Торубаева и он сам находились в первостатейном купечестве и служили в разных должностях по выборам городского общества. Высочайше утверждённым 30 октября 1840 года мнением Государственного Совета, он, Торубаев, возведён в потомственное дворянское достоинство, на которое 12 апреля 1846 года выдан ему диплом.

## Описание герба
Щит рассечён на золото и лазурь. В золоте чёрное орлиное крыло, в лазури — золотой Меркуриев жезл в столб, увенчанный серебряной шестиконечной звездой.
Щит увенчан дворянскими шлемом и короной. Нашлемник: три страусовых пера. Намёт на щите чёрный и лазоревый, подложенный золотом. Герб Торубаева внесён в Часть 11 Общего гербовника дворянских родов Всероссийской империи, стр. 70.